# Art de Mésopotamie

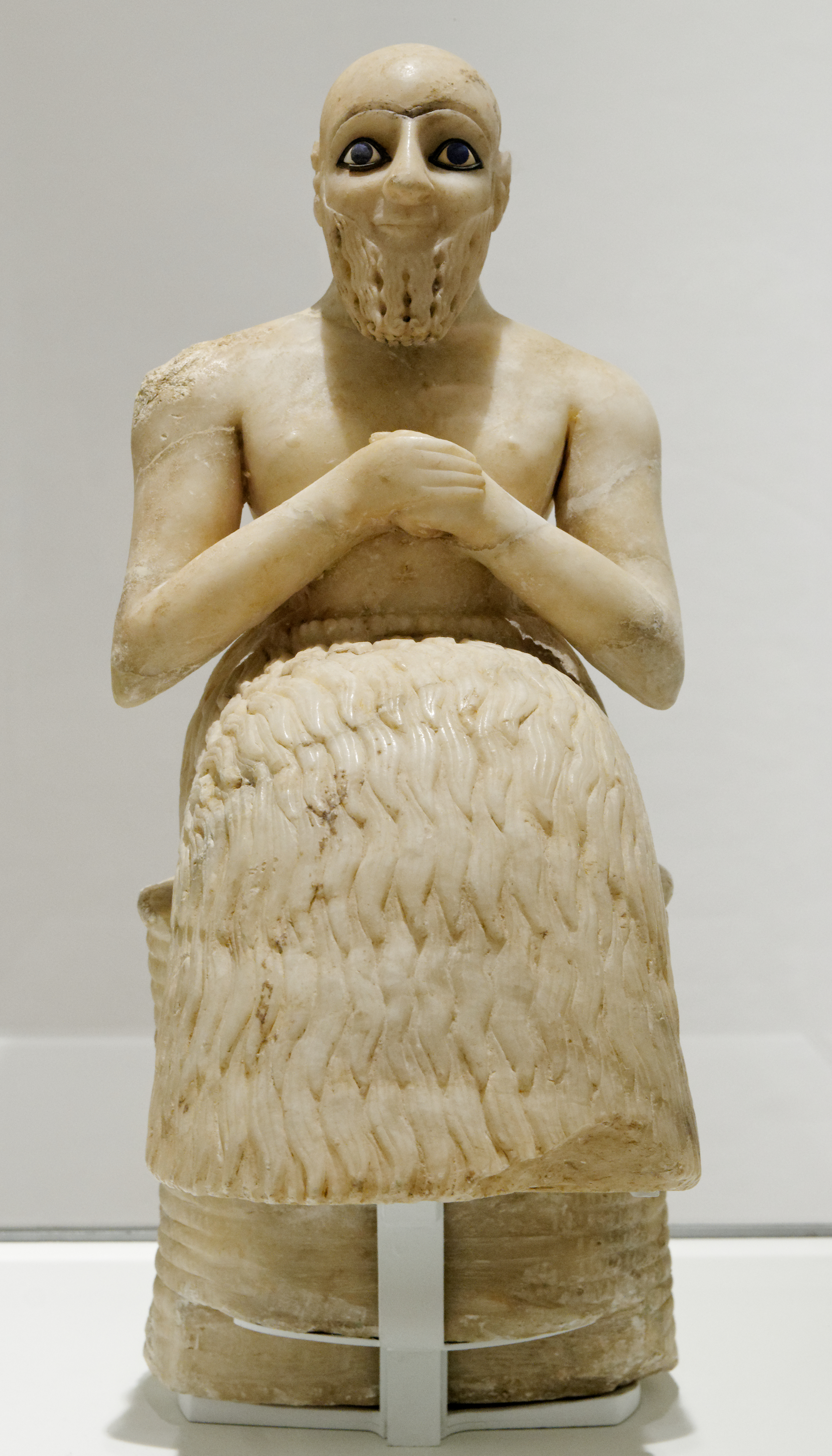
Statue d’Ebih-Il, nu-banda, intendant de Mari, v. 2340 av. J.-C.

L'Art de Mésopotamie est connu grâce aux vestiges archéologiques datant des premières sociétés de chasseurs-cueilleurs (Xe millénaire av. J.-C.) jusqu'aux civilisations de l'Âge du Bronze avec les empires successifs de Sumer, d'Akkad, de Babylone et d'Assyrie. Ces empires ont laissé place à l'Âge du Fer aux empires néo-assyrien et néo-babylonien. Généralement considéré comme étant le berceau de la civilisation, la Mésopotamie a apporté des développements culturels importants, dont les plus anciens exemples d'écriture.
L'art de la Mésopotamie rivalise à son apogée avec celui de l’Égypte Ancienne, un art sophistiqué et élaboré dans le Proche-Orient ancien entre le IVe millénaire av. J.-C. et la conquête de la région par les Perses Achéménides au VIe siècle av. J.-C. L'expression principale de cet art est la sculpture, dans des formes variées, en pierre ou en terre cuite. Le peu d'exemples de peinture subsistant suggère que cette technique s'illustre essentiellement dans des motifs géométriques et végétaux, bien que la plupart des sculptures étaient également peintes.

## Période des dynasties archaïques

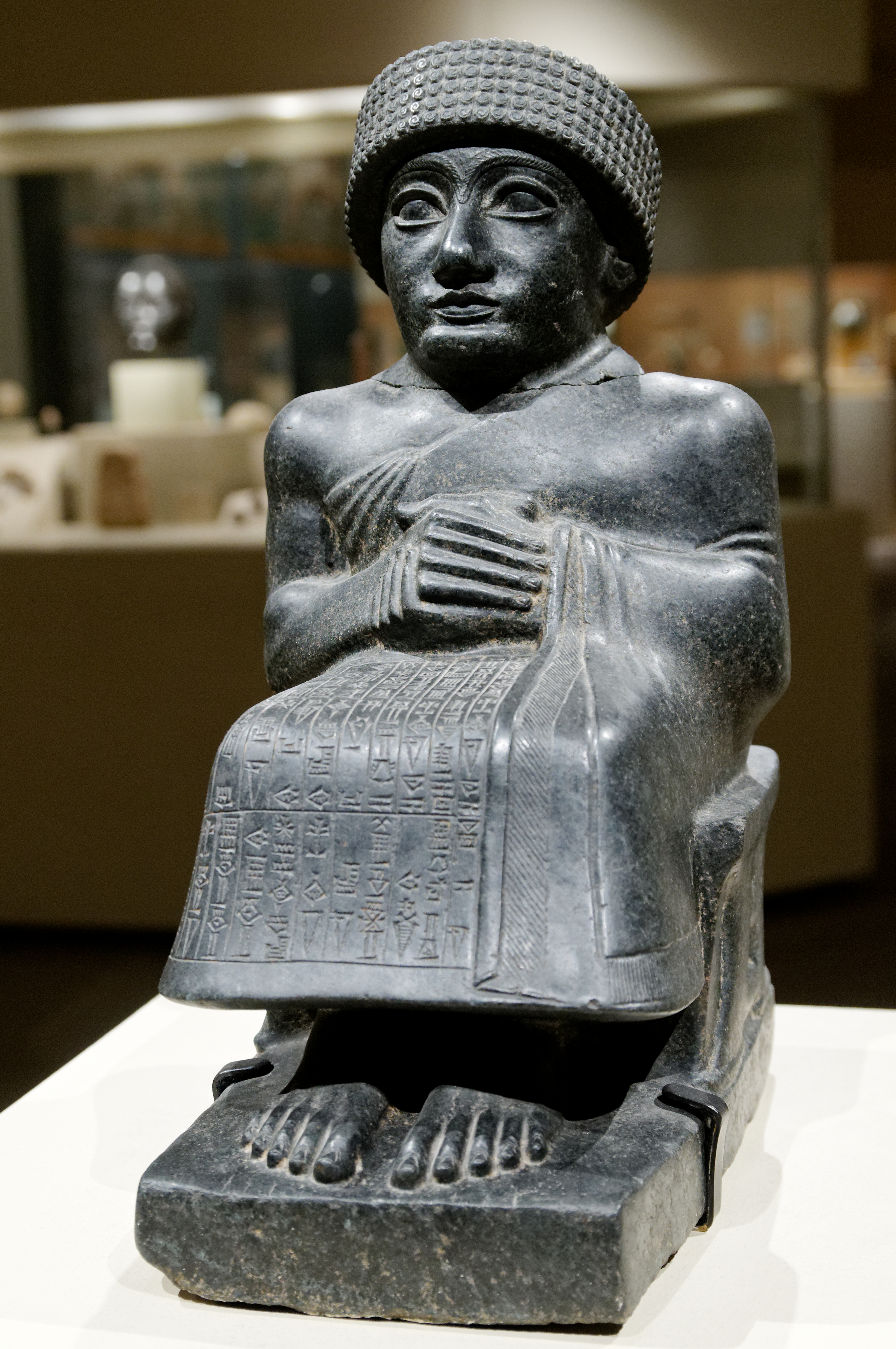
Une des 18 Statues de Gudea, Prince de Lagash, vers 2090 av. J.-C.

De nombreux chefs-d’œuvre ont été trouvés dans le cimetière royal d'Ur (v. 2650 av. J.-C.), dont les deux statuettes du Bélier dans un fourré, le Taureau en cuivre et la tête de taureau de la "Harpe de la Reine". L'étendard d'Ur, un coffre dont la fonction est encore incertaine, est finement incrusté d'un décor en partie figuratif. Ces œuvres sont actuellement conservées au British Museum.
Les stèles en pierre, offrandes votives, ou commémorant probablement des victoires et montrant des banquets, sont également retrouvées dans des temples, mais, contrairement à des exemples plus officiels, elles manquent d'inscriptions pour les interpréter ; la Stèle des Vautours, fragmentaire, est un exemple précoce de stèles portant une inscription.

## Période paléo-babylonienne
Au cours des nombreuses périodes précédant l'émergence de l'empire néo-assyrien au Xe millénaire av. J.-C., l'art mésopotamien se traduit par un certain nombre de formes : sceaux-cylindres, gravés de figures relativement petites sur leur pourtour, et des reliefs de dimensions variées, dont de simples plaques en terre cuite moulée destinées à un usage domestique, certaines religieuses et d'autres, semble-t-il, profanes. La Plaque Burney est une plaque de terre cuite inhabituellement élaborée et relativement grande (49,5 cm de haut sur 37 cm de large), représentant une déesse nue et ailée dont les jambes sont terminées par des serres de rapace, juchée sur deux lions et accostée de deux hiboux. Elle est datée du XVIIIe ou du XIXe siècle av. J.-C. et a probablement été moulée. 

## Période assyrienne
Un style artistique assyrien, distinct de l'art babylonien qui était le courant artistique dominant à l'époque en Mésopotamie, émerge vers 1500 av. J.-C. et perdure jusqu'à la chute de Ninive en 612 av. J.-C.

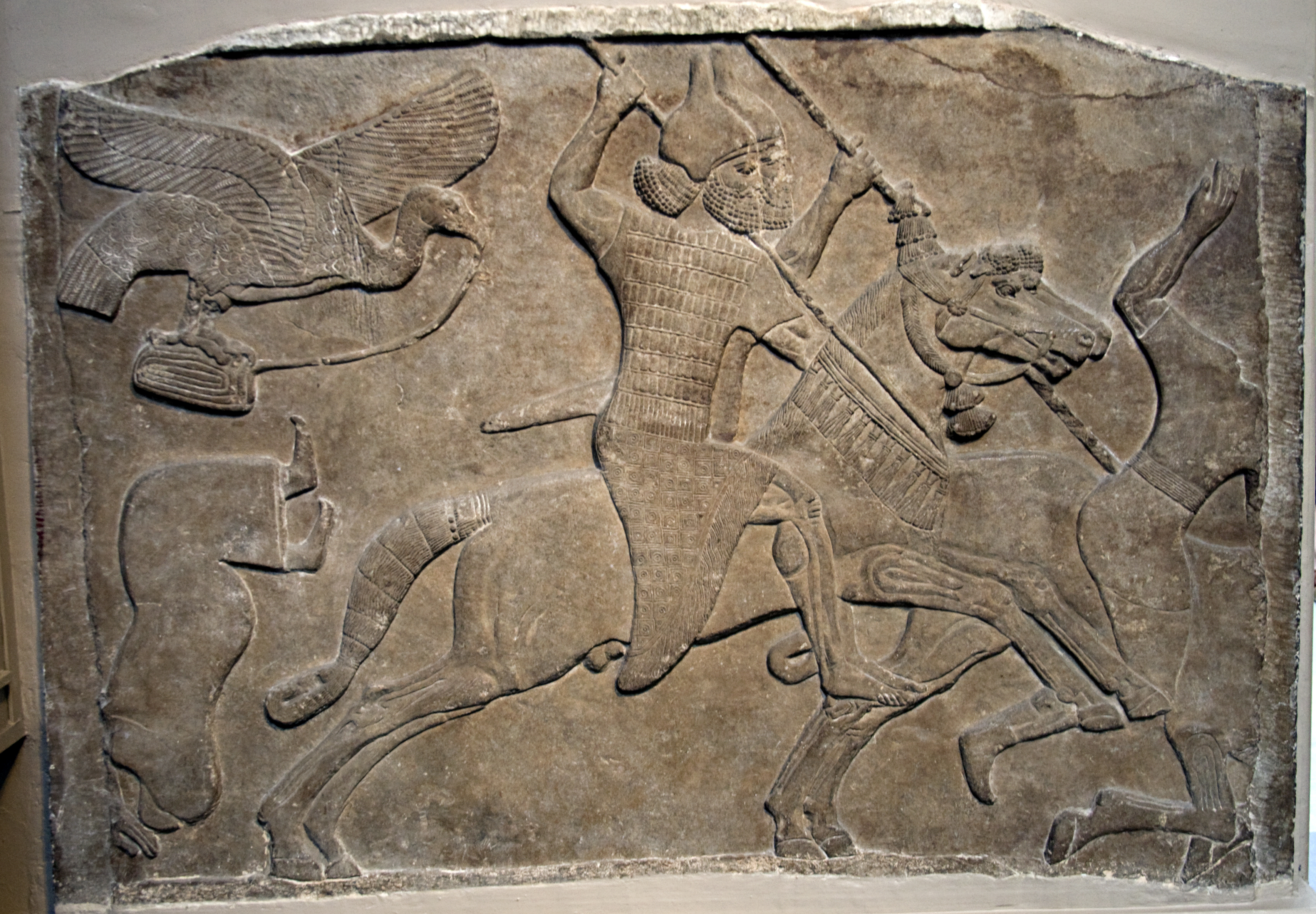
Relief assyrien de Nimroud, vers 728 av. J.-C.

La conquête de toute la Mésopotamie et des territoires alentour par les Assyriens leur a permis de créer un état plus étendu et plus fort que jamais auparavant dans cette région, et l'art grandiose des palais et des places publiques cherchait  sans doute en partie à égaler la splendeur de l'art de l'empire d’Égypte voisin.  Les Assyriens ont développé un style aux programmes narratifs extrêmement importants dans des reliefs très finement détaillés, en pierre ou en albâtre, originellement peints, pour leurs palais. Les reliefs au tracés précis s'intéressent aux affaires royales, principalement la chasse et la guerre. La prédominance est données aux figures animales, en particulier les chevaux et les lions, qui sont magnifiquement représentés avec force détails. Les figures humaines sont comparativement rigides et statiques mais également minutieusement détaillées, comme dans les scènes triomphales de sièges, de batailles, et les combats individuels. Parmi les reliefs assyriens les mieux connus se trouvent deux chasses au lion, sculptées en albâtre, montrant l'une Assurbanipal II (IXe siècle av. J.-C.) et l'autre Assurbanipal (VIIe siècle av. J.-C.), toutes deux sont conservées au British Museum. Des reliefs ont été aussi sculptés sur des parois rocheuses, comme à Shikaft-e Gulgul, une méthode poursuivie par les Perses.
Les assyriens ont produit très peu de sculptures en ronde-bosse, excepté les colossales figures de gardiens, généralement des lions et des créatures ailées dotées de têtes anthropomorphes barbues. Ce sont souvent des taureaux ailés androcéphales, appelés génies ailés ou lamassu, qui sont sculptés en haut-relief sur les deux faces d'un bloc rectangulaire, avec des têtes effectivement en ronde-bosse (et aussi cinq pattes, de telle sorte qu'ils apparaissent entiers des deux points de vue). Ils marquent les entrées royales fortifiées, une formule architectural fréquente en Asie Mineure. Même avant de dominer la région, ils ont poursuivi la tradition du sceau-cylindre avec des motifs souvent exceptionnellement énergiques et raffinés. Des ivoires sculptés et des bols en bronze, qui ont été trouvés à Nimrud, sont décorés dans le style assyrien, mais ont été produits dans différents foyers du Proche-Orient, notamment par beaucoup d'artisans phéniciens et araméens. 

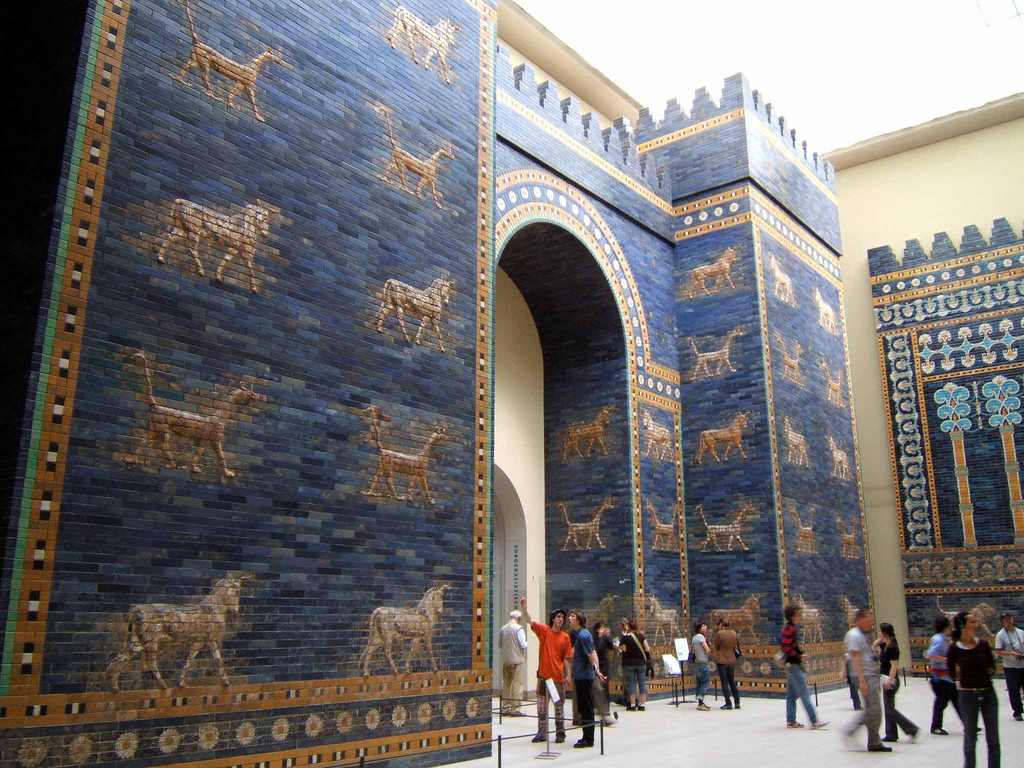
La reconstruction de la Porte d'Ishtar au Pergamon Museum de Berlin

La figure assyrienne du génie ailé a influencé l'art de la Grèce antique, qui, lors de la Période orientalisante, a intégré diverses créatures mythologiques ailées dont la Chimère, le griffon ou Pégase, ainsi qu'un exemple d'homme ailé, Talos.

## Période néo-babylonienne
La célèbre Porte d'Ishtar, dont une partie est aujourd'hui remontée au Pergamon Museum de Berlin, était l'entrée principale de Babylone. Elle fut construite vers 575 av. J.-C. par Nabuchodonosor II, le roi de l'empire néo-babylonien qui a exilé les Juifs. L'empire va de 626 av. J.-C. à 539 av. J.-C. Les murs de l'entrée sont décorés de plusieurs rangées d'animaux en bas-relief, en briques émaillées et colorées.  Lions, dragons et taureaux y sont représentés. La porte fait partie d'un programme bien plus large conçu pour la voie processionnelle de la cité, dont plusieurs sections sont conservés dans divers autres musées. Au cours de cette période, les grandes portes de bois ont été renforcées de large bandes de métal, souvent ornées de décor en relief, dont plusieurs subsistent encore.
D'autres types d'art traditionnels ont continué à être produits, et les Néo-Babyloniens étaient très attachés à leur ancien héritage. De nombreux sceaux, sophistiqués et finement sculptés en témoignent. Après que la Mésopotamie soit tombées aux mains de l'Empire perse achéménide, qui avait des traditions artistique bien plus simples, l'art mésopotamien fut, avec l'art de la Grèce antique, l'influence principale du style achéménide cosmopolite qui a émergé, et beaucoup d'anciens éléments ont perduré dans cette aire, jusque dans l'art hellénistique qui est né de la conquête de la région par Alexandre le Grand.

## Galerie

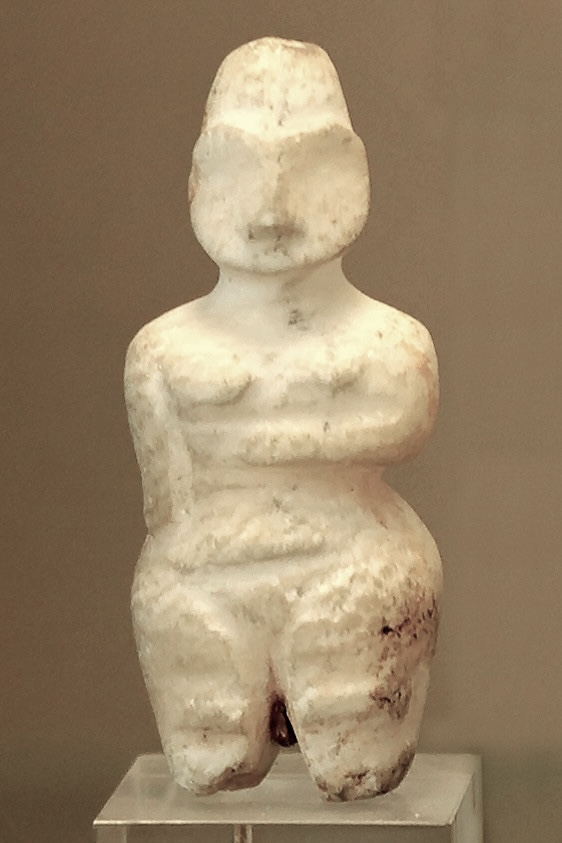
Figurine féminine en albâtre, Tell es Sawwan (Moyen Tigre, près de Samarra), vers 6000 av. J.-C
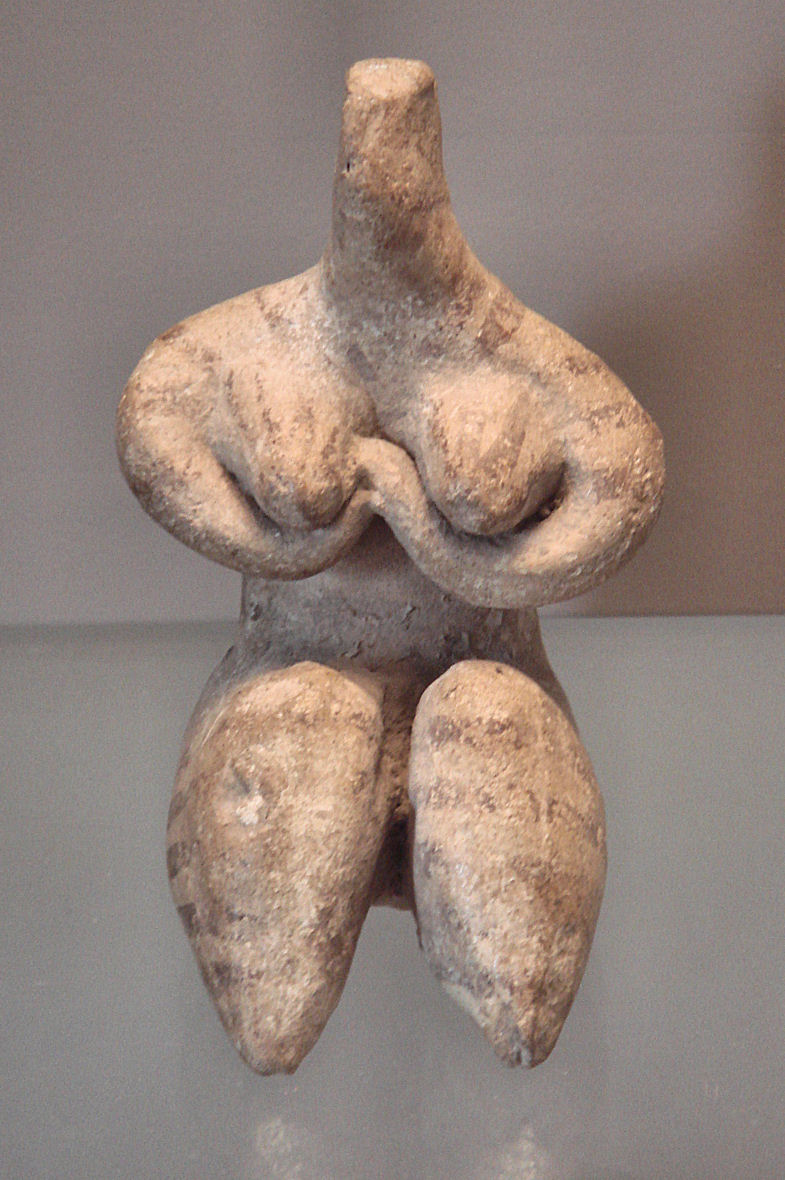
Figure féminine assise stylisé, les bras croisés sous les seins, de Samarra, VIe millénaire av. J.-C.
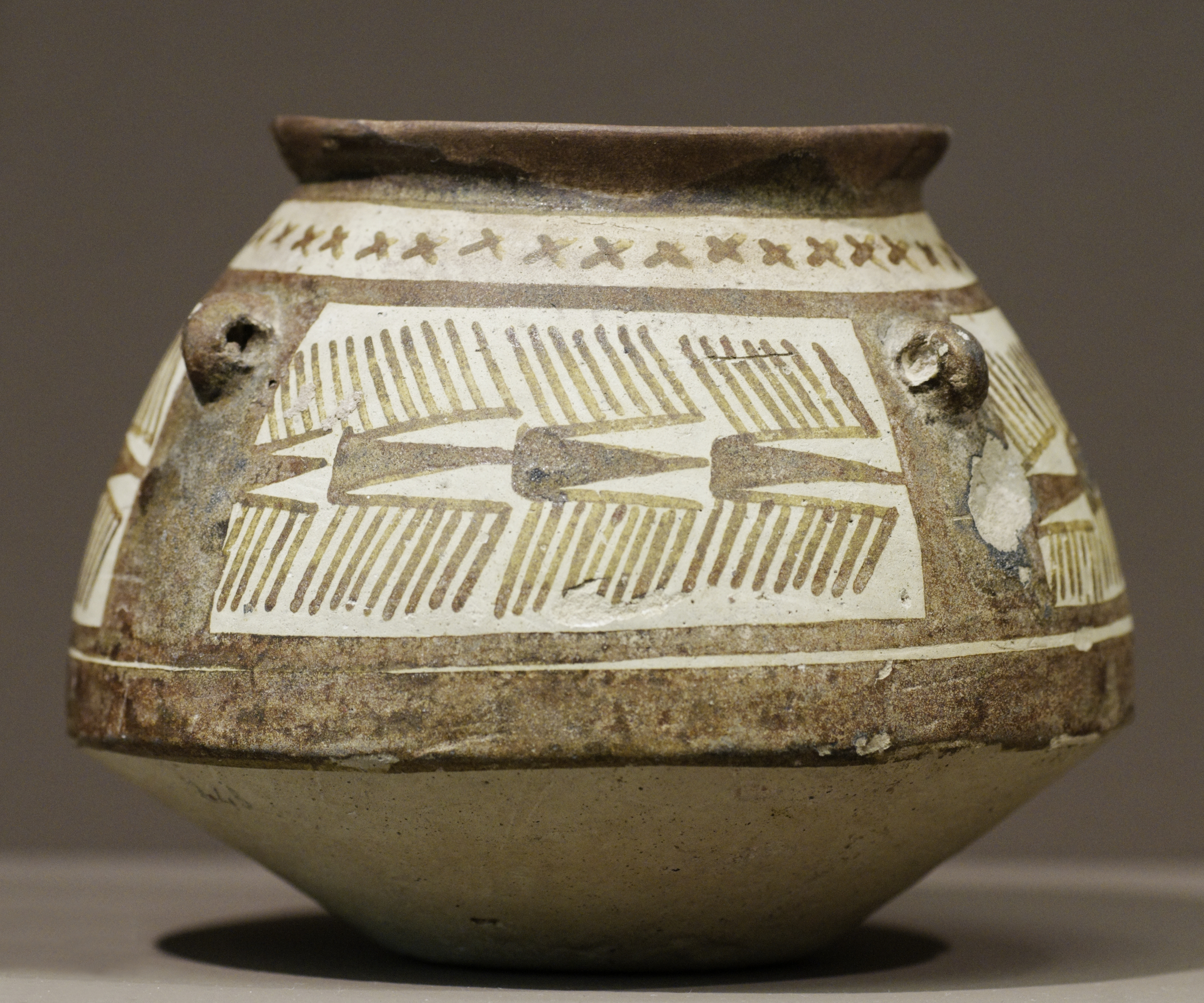
Jarre à carène basse, terre cuite peinte, fin du Ve millénaire av. J.-C., cimetière du tell de l'Acropole à Suse, Musée du Louvre
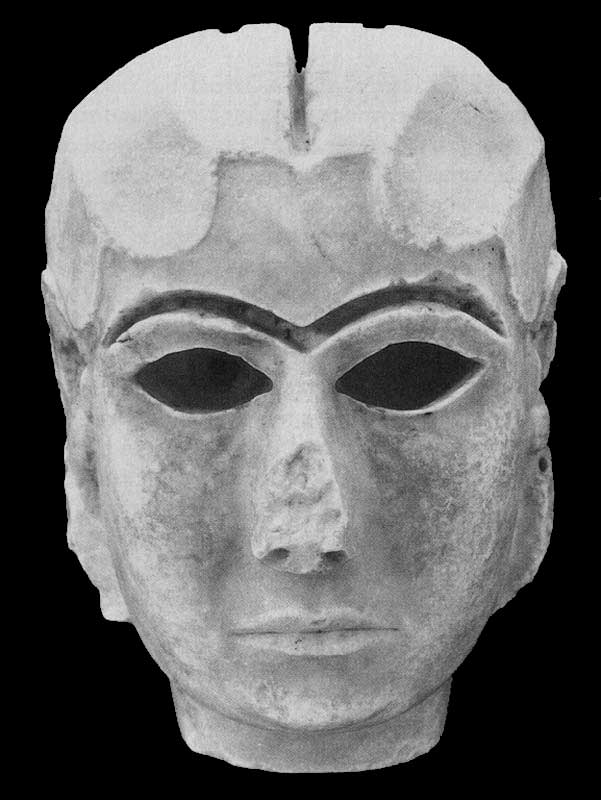
La Dame de Warka ou la Dame d'Uruk, datant de 3300 av. J.-C. à l'époque de la civilisation sumérienne et de la période d'Uruk
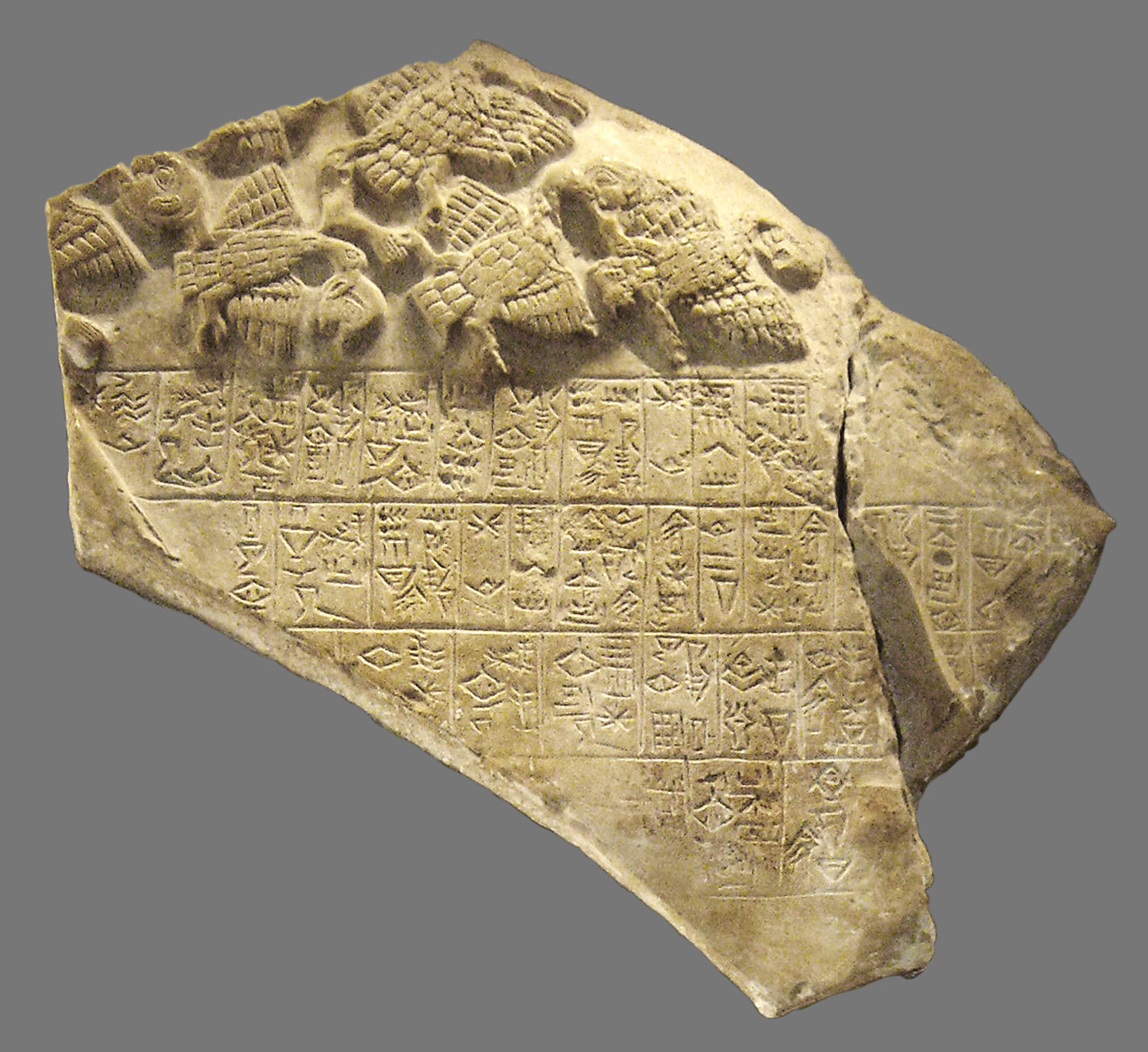
Fragment de la stèle des vautours, Début de la IIIe période dynastique, 2600–2350 av. J.-C.
« face de la Guerre » de l'étendard d'Ur, vers 2600 av. J.-C., montrant un défilé d'hommes, d'animaux et de chariots
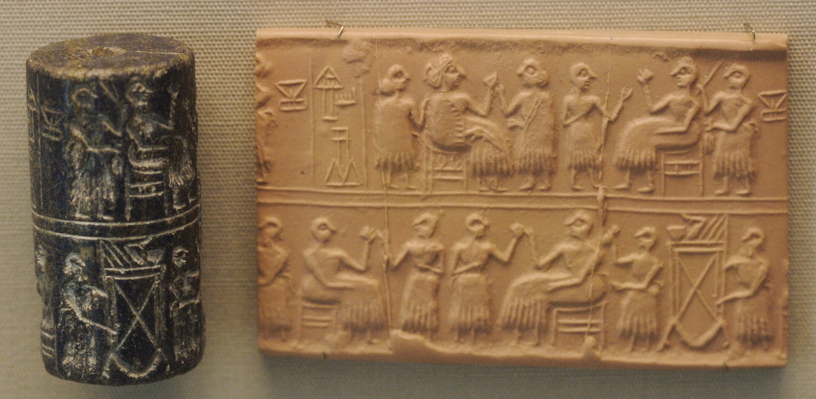
Sceau-cylindre avec impression ; scène de banquet, Ur, vers 2600 av. J.-C.
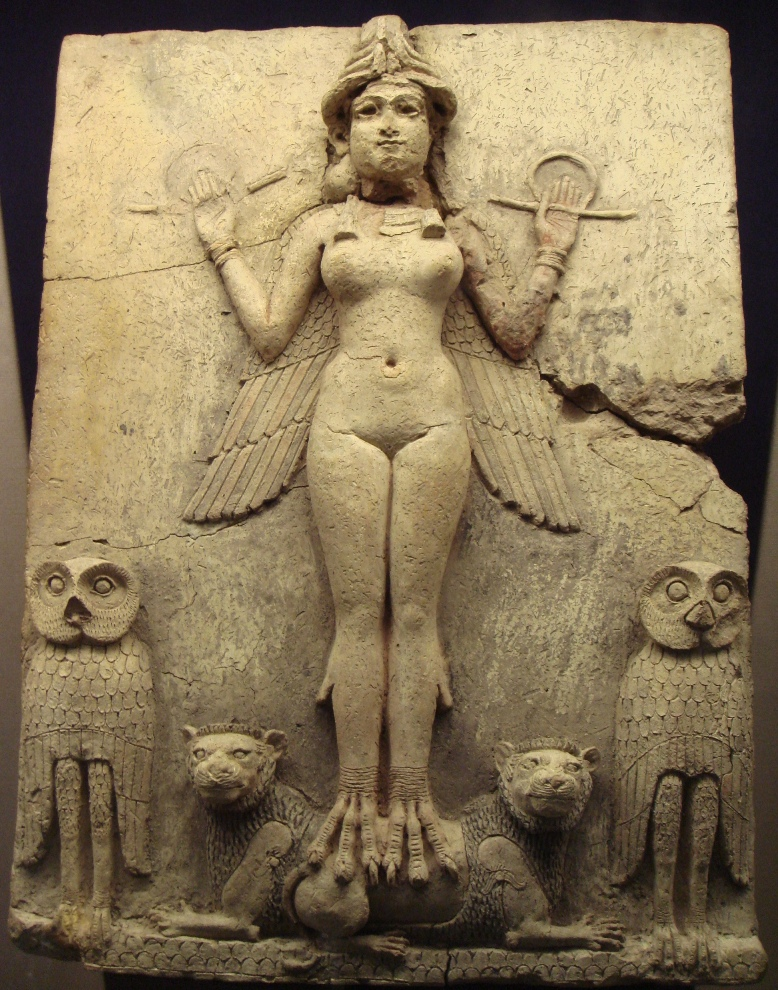
La plaque Burney, Première dynastie de Babylone, vers 1800 av. J.-C.
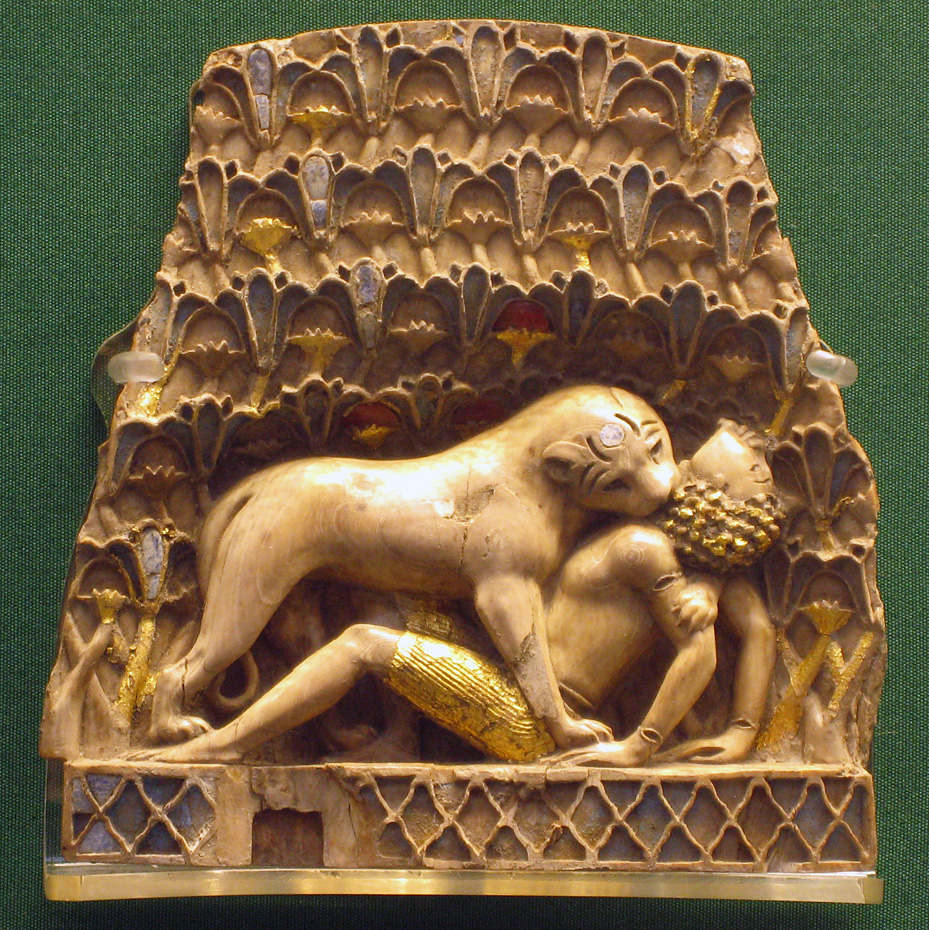
Plaque montrant un lion mordant le cou d'un homme sur le dos, une des ivoires de Nimrud (en), période Néo-Assyrienne, IXe – VIIe siècle av. J.-C.
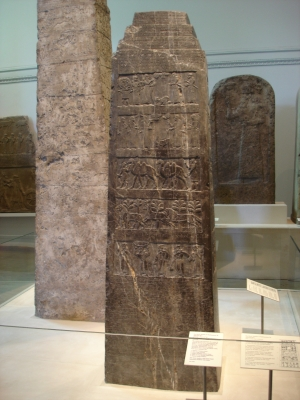
Black Obelisk of Shalmaneser III au British Museum, 825 av. J.-C.
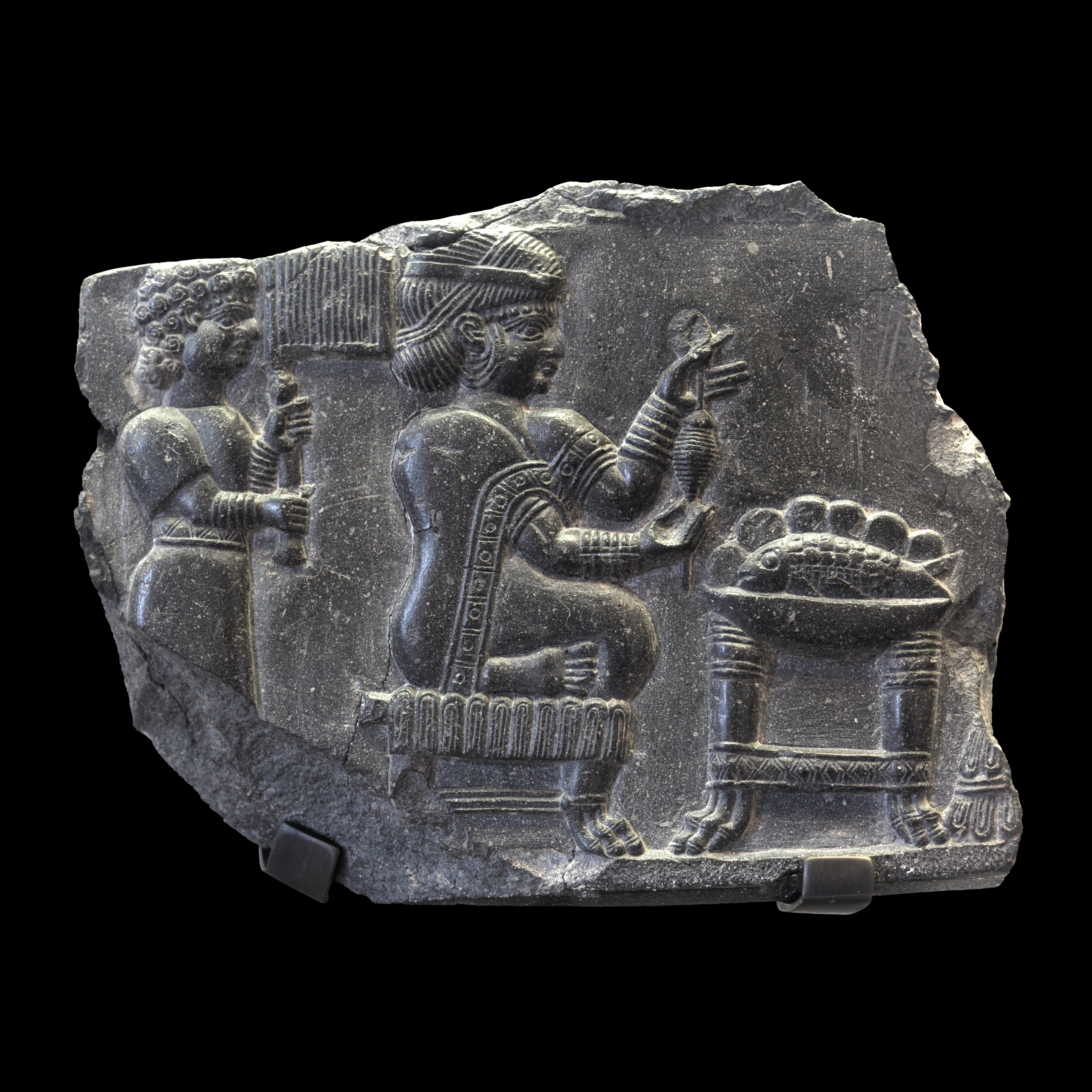
Stèle représentant une femme en train de filer, Suse, VIIIe – VIe siècle av. J.-C., Musée du Louvre

### Note
- (en) Cet article est partiellement ou en totalité issu de l’article de Wikipédia en anglais intitulé « Art of Mesopotamia » (voir la liste des auteurs).

### Vues d'ensemble
- Pierre Amiet, L'Art antique du Moyen-Orient, Paris, Citadelles et Mazenod, 1977
- Agnès Benoit, Art et archéologie : les civilisations du Proche-Orient ancien, Paris, RMN, coll. « Petits Manuels de l'École du Louvre », 2011
- Jean-Louis Huot, Une archéologie des peuples du Proche-Orient : tome I, des peuples villageois aux cités-États (Xe-IIIe millénaire av. J.-C.), Paris, Errance, 2004
- Jean-Louis Huot, Une archéologie des peuples du Proche-Orient : tome II, Des hommes des Palais aux sujets des premiers empires (IIe-Ier millénaire av. J-C), Paris, Errances, 2004
- Giovanni Curatola (dir.), L'art en Mésopotamie, Paris, Hazan, 2006
- (en) Zainab Bahrani, Mesopotamia : Ancient Art and Architecture, Londres, Thames & Hudson, 2017
- (en) Ann C. Gunter (dir.), A Companion to Ancient Near Eastern Art, Hoboken, Wiley Blackwell, 2019

### Par civilisations et périodes
- (en) Joan Aruz (dir.), Art of the first cities : The Third millennium B.C. from the Mediterranean to the Indus, New Haven et Londres, The Metropolitan Museum of Art of New York et Yale University Press, 2003 (lire en ligne)
- Béatrice André-Salvini (dir.), Babylone, Paris, Hazan - Musée du Louvre éditions, 2008 (ISBN 978-2-35031-173-9)
- (en) John E. Curtis et Julian Reade, Art and Empire : Treasures from Assyria in the British Museum, New York, Metropolitan Museum, 1995
- (en) Prudence O. Harper, Evelyn Klengel-Brandt, Joan Aruz et Kim Benzel, Assyrian Origins : Discoveries at Ashur on the Tigris, New York, The Metropolitan Museum of Art, 1995 (lire en ligne)
- (en) Joan Aruz, Kim Benzel et Jean M. Evans (dir.), Beyond Babylon : Art, Trade, and Diplomacy in the Second Millennium B.C., New York, The Metropolitan Museum of New York, 2008
- (en) Joan Aruz, Yelena Rakic et Sarah Graff (dir.), Assyria to Iberia : at the Dawn of the Classical Age, New York, The Metropolitan Museum of New York, 2014
- (en) John M. Russell, « Assyrian Art », dans Eckart Frahm (dir.), A Companion to Assyria, Malden, Wiley-Blackwell, 2017, p. 453-510
- Vincent Blanchard (dir.), Royaumes oubliés : De l'empire hittite aux Araméens, Paris, Louvre Éditions - Lienart, 2019

### Autres études sur l'art mésopotamien
- (en) Jeremy Black et Anthony Green, Gods, Demons and Symbols of Ancient Mesopotamia, Londres, British Museum, 1998
- (en) Irene J. Winter, On Art in the Ancient Near East Volume I : Of the First Millennium BCE, Leyde, Brill, 2009
- (en) Irene J. Winter, On Art in the Ancient Near East Volume II : From the Third Millennium BCE, Leyde, Brill, 2009

### Histoire générale, civilisations
- Francis Joannès (dir.), Dictionnaire de la civilisation mésopotamienne, Paris, Robert Laffont, coll. « Bouquins », 2001
- Véronique Grandpierre, Histoire de la Mésopotamie, Paris, Gallimard, coll. « Folio histoire no 175 », 2010
- Ariane Thomas (dir.), L'histoire commence en Mésopotamie, Gand et Lens, Snoeck et Louvre-Lens, 2017
- Bertrand Lafont, Aline Tenu, Philippe Clancier et Francis Joannès, Mésopotamie : De Gilgamesh à Artaban (3300-120 av. J.-C.), Paris, Belin, coll. « Mondes anciens », 2017